# Elophila obliteralis
Elophila obliteralis is een vlinder uit de familie van de grasmotten (Crambidae), uit de onderfamilie van de Acentropinae. De wetenschappelijke naam van deze soort is voor het eerst gepubliceerd in 1859 door Francis Walker.

## Verspreiding
De soort komt voor in Canada, de Verenigde Staten, Botswana en Zuid-Afrika. In Afrika is deze soort geïntroduceerd.

## Waardplanten
- Nymphaea sp. (Nymphaeaceae)
- Potamogeton sp. (Potamogetonaceae)
- Lemna sp. (Araceae)
- Azolla filiculoides (Salviniaceae)
- Eichhornia crassipes (Pontederiaceae)